# B-Complex
Matia Lenická, také známá jako B-Complex, je drum and bassová producentka z Bratislavy.
V roce 2015 na svém facebookovém profilu veřejně vystoupila jako transgender.

## Biografie
Narozena jako Matúš Lenický. Hudbu začala skládat v roce 1996 ve svých 12 letech. Zpočátku se zajímala o hardcore, trance a psytrance, později o downtempo a hip hop. Po tomto období se začala věnovat drum and bassu s cílem začít produkovat svůj vlastní osobitý styl.
V listopadu 2008 ji objevil Tony Colman z vydavatelství Hospital Records. Její první velký single "Beautiful Lies" v tomto vydavatelství se objevil v kompilaci Sick Music v červnu 2009. Tato kompilace se dostala do top 30 na britském iTunes žebříčku a do top 5 na Beatport Drum and Bass žebříčku. Její první vystoupení ve Velké Británii proběhlo v září 2009 v nočním klubu Matter v Londýně.

## Diskografie
Singly & EP
| Název                                                            | Vydavatelství       | Rok  |
| ---------------------------------------------------------------- | ------------------- | ---- |
| Aztec / Girl With Flower                                         | Dysfunktional Audio | 2009 |
| Beautiful Lies VIP / Little Oranges                              | Hospital Records    | 2010 |
| Salad is OK                                                      | Santorin            | 2010 |
| Rolling With The Punches (Feat. Diane Charlemagne) / Reflections | Spear Head Records  | 2010 |